# دوبروفنيك
دوبروفنيك أو كما تعرف تاريخيًا رَاغُوزَة، هي مدينة كرواتية في جنوب كرواتيا على الساحل الأدرياتيكي متمركزة في نهاية برزخ دوبروفنيك. تعد واحدة من الوجهات السياحية الأكثر بروزًا على البحر الأدرياتيكي عدا عن كونها ميناء بحريًا ومركزًا لمقاطعة دوبروفنيك-نيريتفا . مجموع سكانها هو 42,641 (تعداد 1432 هـ / 2011 م). و 90.34٪ من السكان يعتبرون أنفسهم الكروات. في عام 1399 هـ / 1979 م، ضمت مدينة دوبروفنيك إلى قائمة اليونسكو لمواقع التراث العالمي. كانت تعرف سابقًا بالإيطالية باسم راغوزا وكانت عاصمة جمهورية راغوزا البحرية.

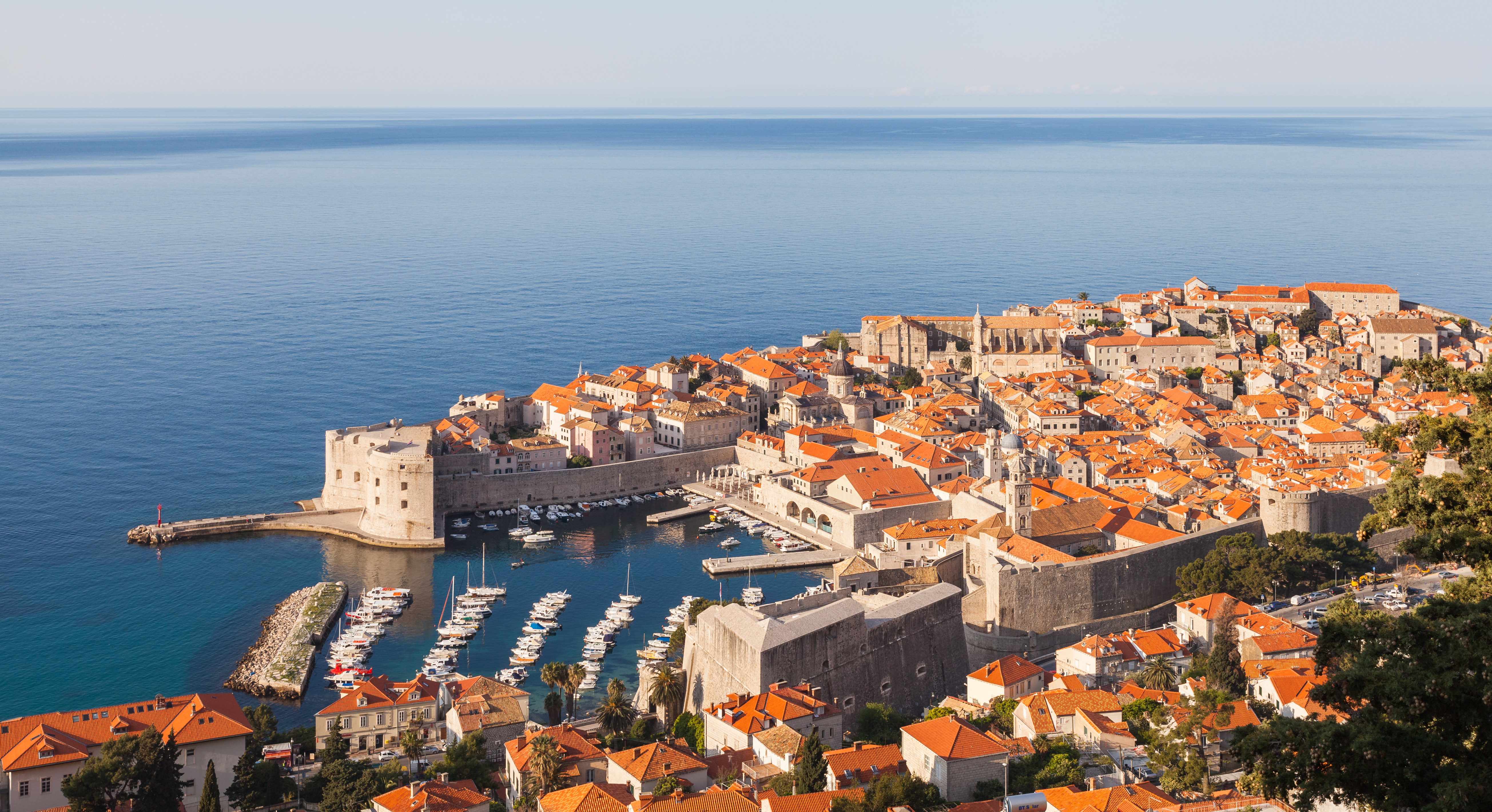
المدينة القديمة في دوبروفنيك

ازدهرت مدينة دوبروفنيك على التجارة البحرية. وهي عاصمة جمهورية راغوزا البحرية، حققت مدينة على مستوى عال من التنمية، ولا سيما خلال القرنين 15 و16. دوبروفنيك أصبح ملحوظا لثرواته والدبلوماسية الماهرة.
ويرتبط بداية السياحة في دوبروفنيك مع بناء فندق امبريال في دوبروفنيك في عام 1314 هـ / 1897 م. و تعد من بين الأفضل 10 مدن مسورة في العصور الوسطى في العالم. على الرغم من انها كانت منزوعة السلاح في 1390 هـ / 1970 م لحمايتها من الحرب، في عام 1411 هـ / 1991 م، بعد تفكك يوغوسلافيا، كانت المدينة محاصرا من قبل الجيش الشعبي اليوغوسلافي (الجيش الشعبي اليوغوسلافي) لمدة سبعة أشهر وحصل ضرر كبير من قبل القصف.
و تعتبر دوبروفنيك واحدة من مراكز تطوير اللغة الكرواتية والأدب، وموطن لكثير من الشعراء، الكتاب المسرحيين والرسامين والرياضيين والفيزيائيين وعلماء آخرين.

## معرض الصور

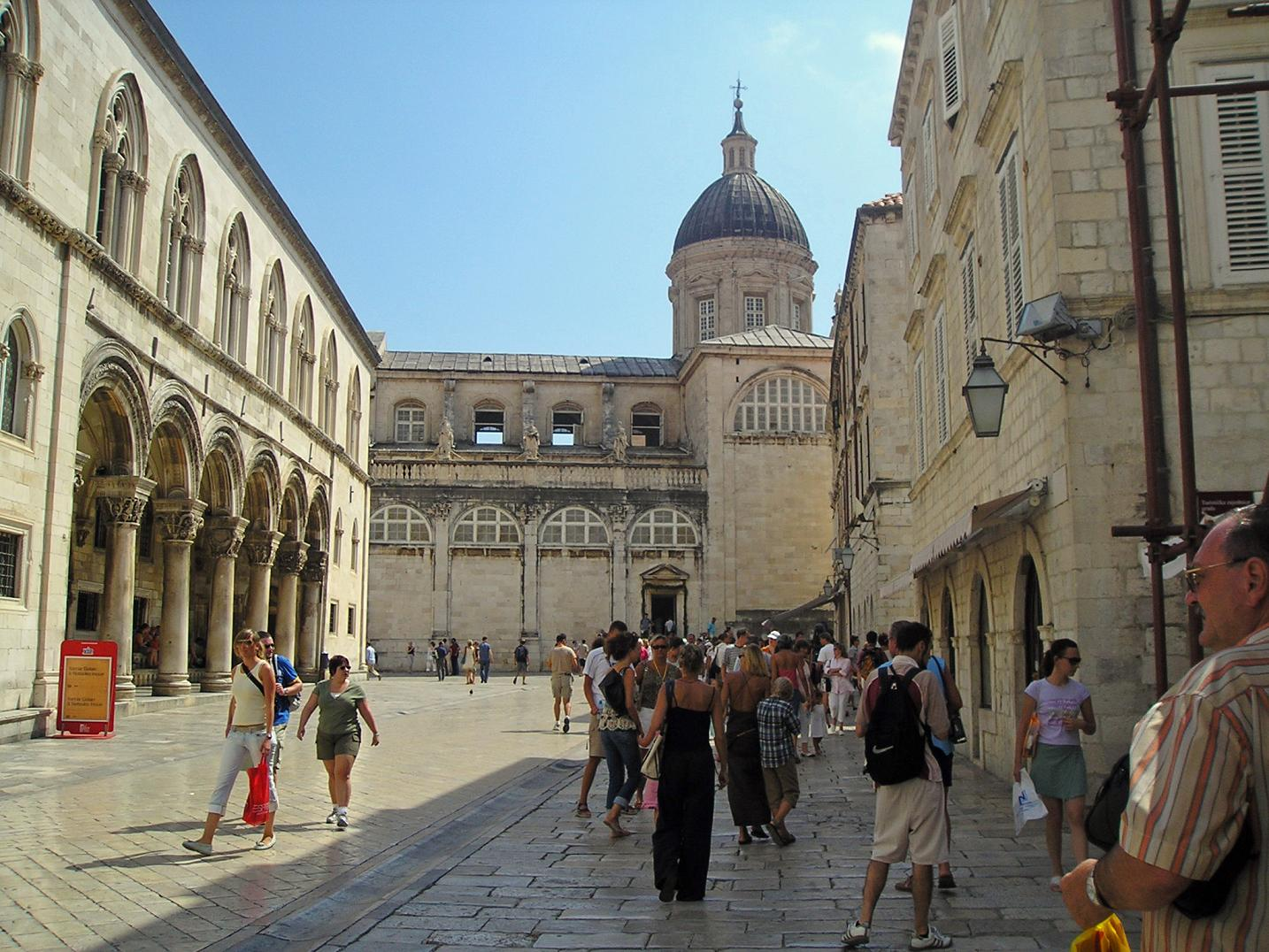
دوبروفنيك كرواتيا كاتدرائية كنزيف
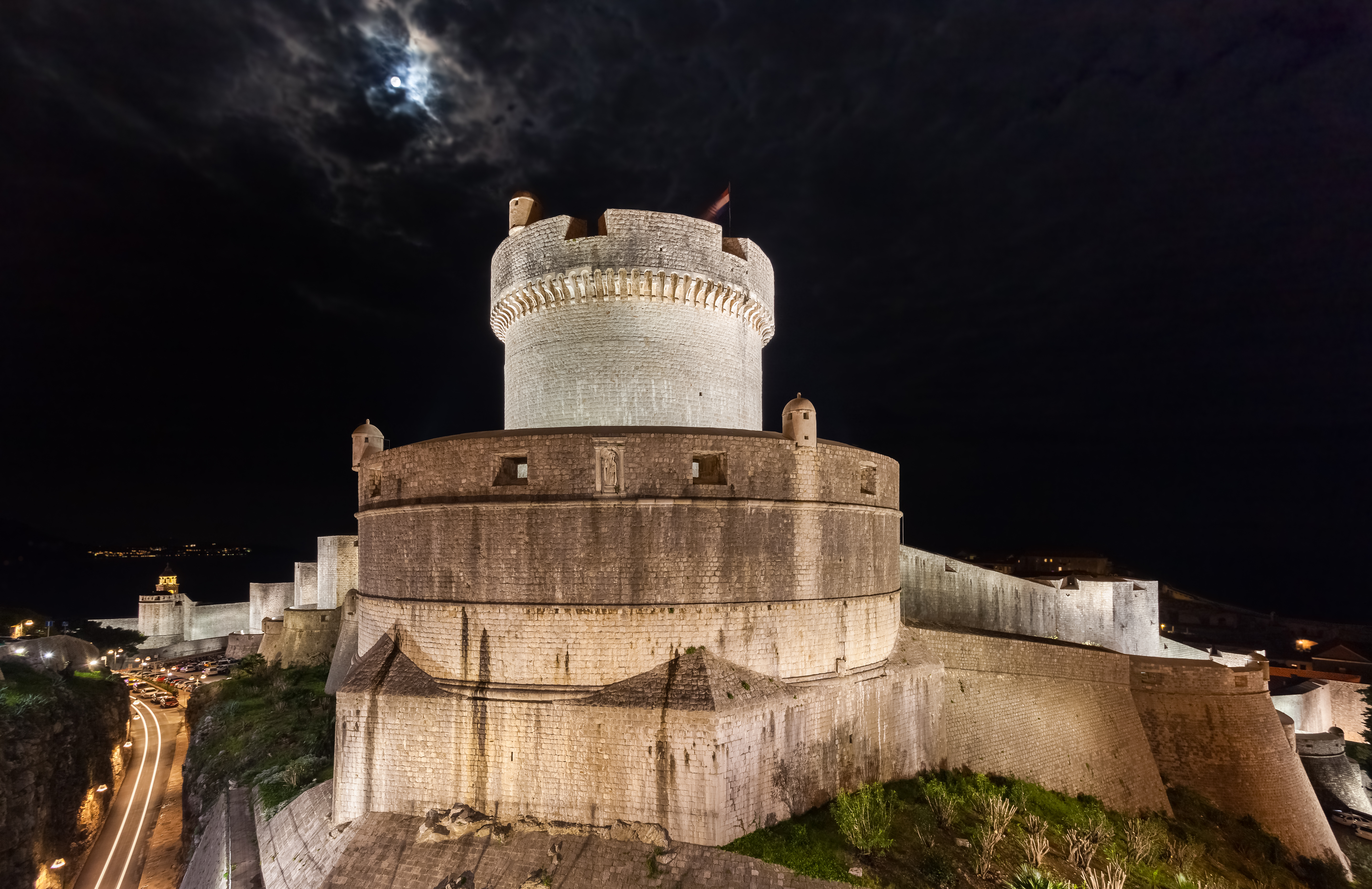
دوبروفنيك كاسكو فيجو ، كرواتيا
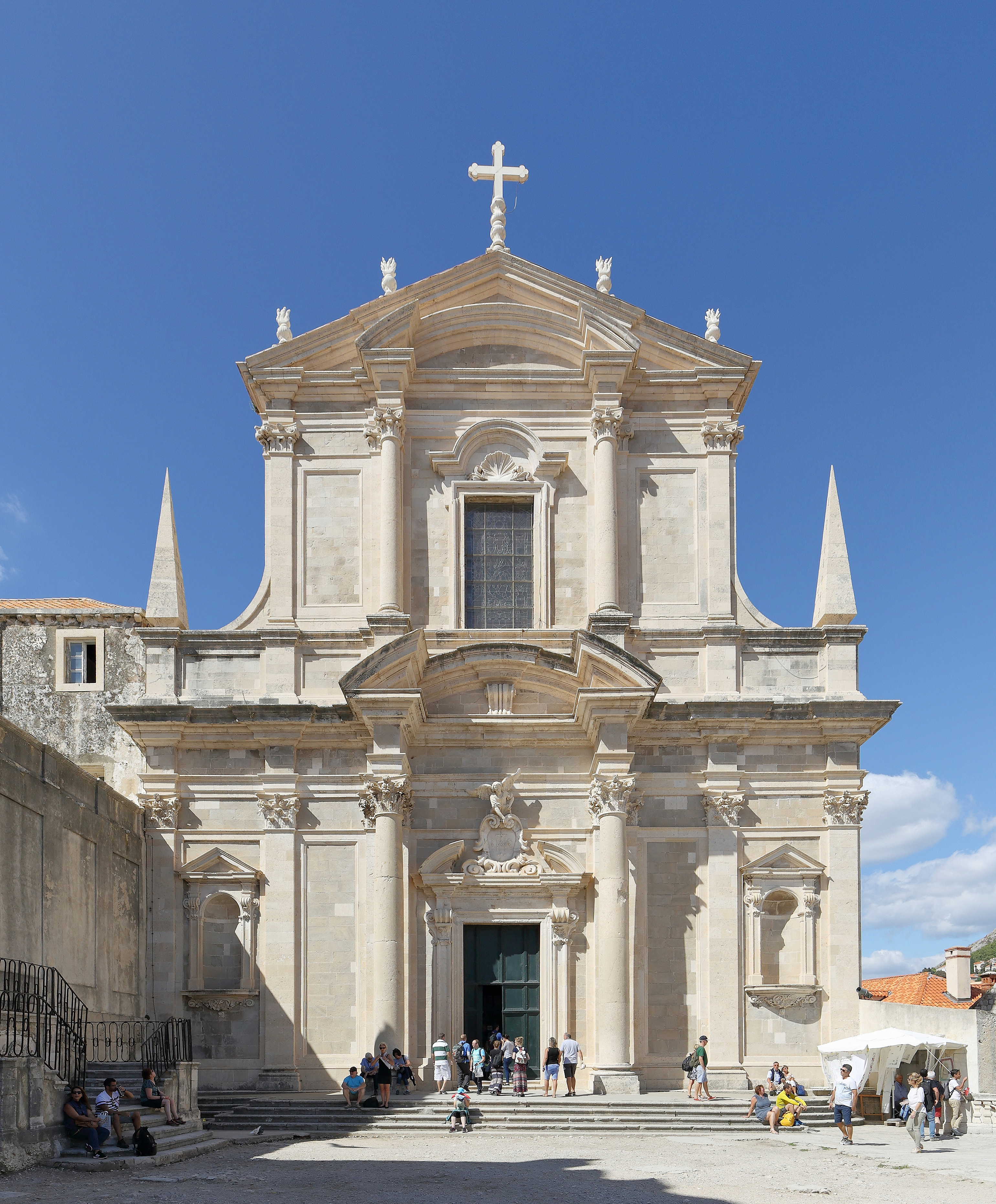
كنيسة القديس اغناطيوس، دوبروفنيك
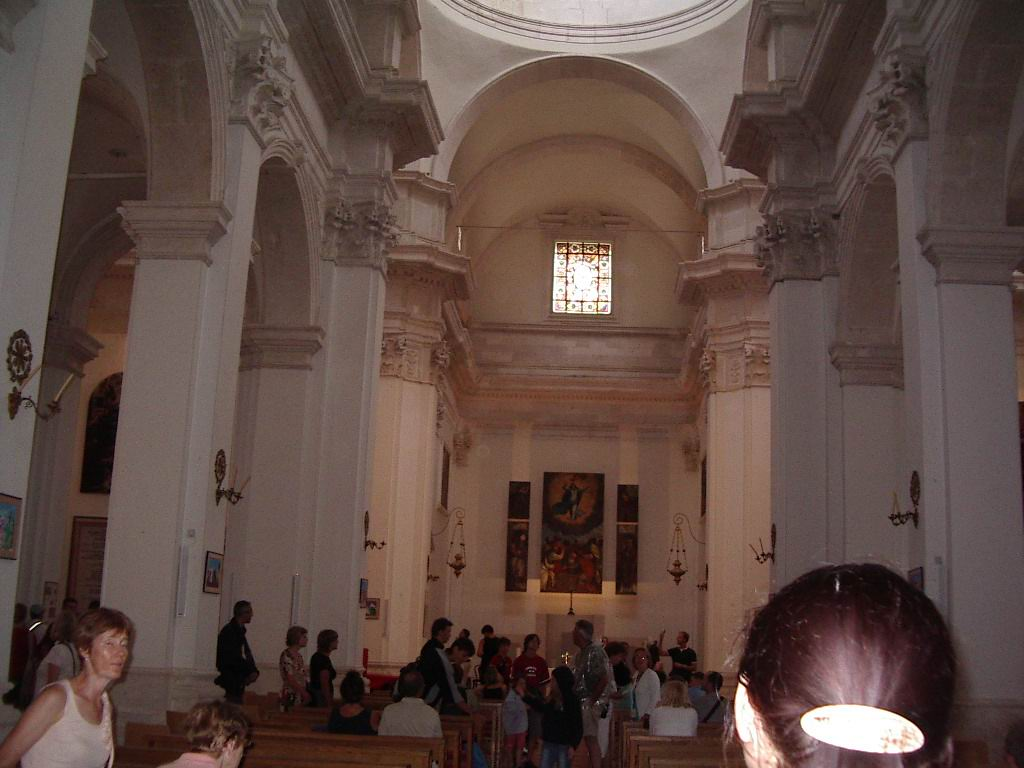
كاتدرائية دوبروفنيك
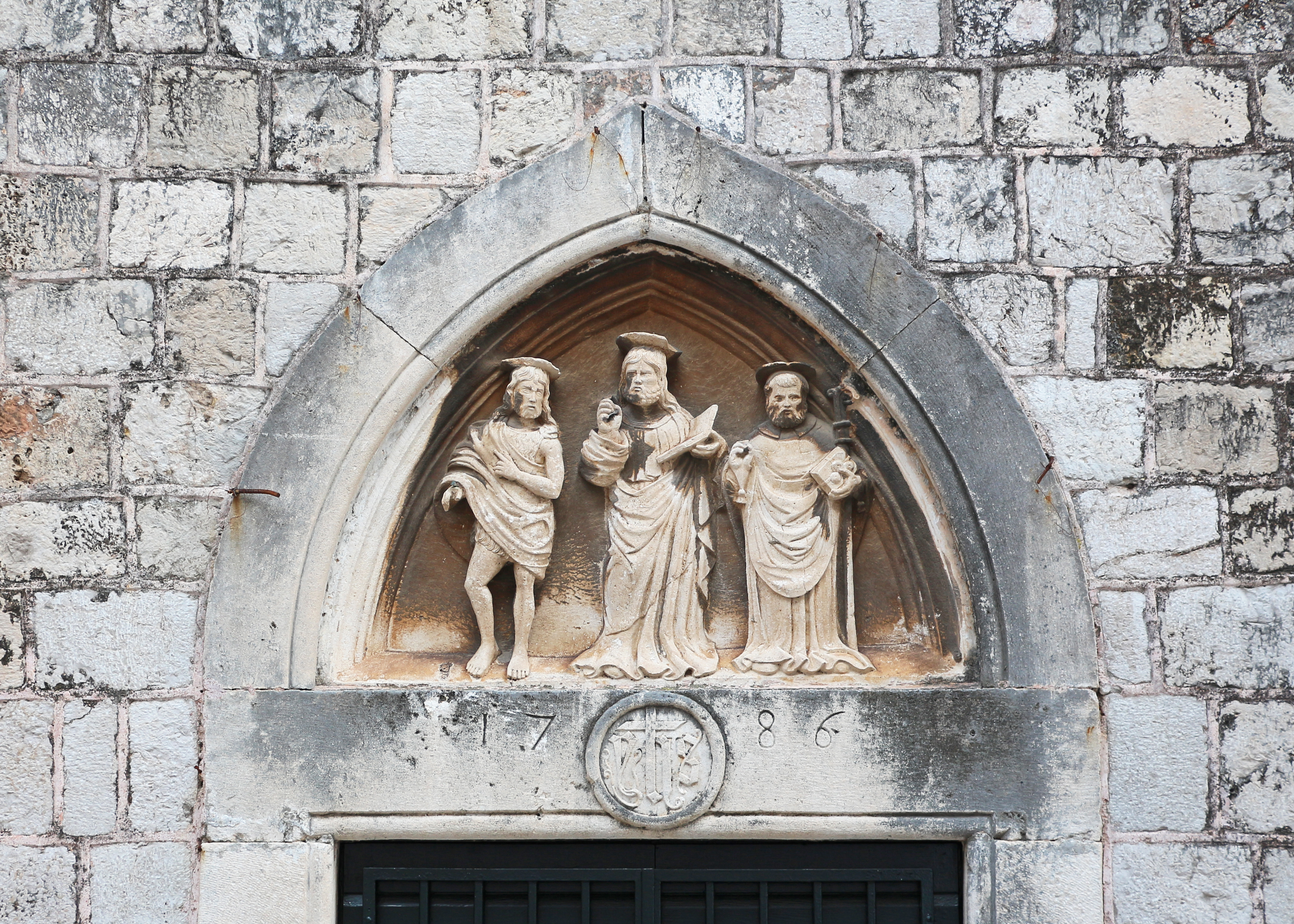
نحت أثري

## وصلات خارجية
- بوابة البوسنة والهرسك باللغة العربية

| البيانات المناخية لـدوبرفنيك      | البيانات المناخية لـدوبرفنيك | البيانات المناخية لـدوبرفنيك | البيانات المناخية لـدوبرفنيك | البيانات المناخية لـدوبرفنيك | البيانات المناخية لـدوبرفنيك | البيانات المناخية لـدوبرفنيك | البيانات المناخية لـدوبرفنيك | البيانات المناخية لـدوبرفنيك | البيانات المناخية لـدوبرفنيك | البيانات المناخية لـدوبرفنيك | البيانات المناخية لـدوبرفنيك | البيانات المناخية لـدوبرفنيك | البيانات المناخية لـدوبرفنيك |
| الشهر                             | يناير                        | فبراير                       | مارس                         | أبريل                        | مايو                         | يونيو                        | يوليو                        | أغسطس                        | سبتمبر                       | أكتوبر                       | نوفمبر                       | ديسمبر                       | المعدل السنوي                |
| --------------------------------- | ---------------------------- | ---------------------------- | ---------------------------- | ---------------------------- | ---------------------------- | ---------------------------- | ---------------------------- | ---------------------------- | ---------------------------- | ---------------------------- | ---------------------------- | ---------------------------- | ---------------------------- |
| الدرجة القصوى °م (°ف)             | 18.4 (65.1)                  | 24.1 (75.4)                  | 23.0 (73.4)                  | 26.3 (79.3)                  | 29.5 (85.1)                  | 35.3 (95.5)                  | 35.3 (95.5)                  | 36.7 (98.1)                  | 33.5 (92.3)                  | 28.0 (82.4)                  | 24.6 (76.3)                  | 20.2 (68.4)                  | 36.7 (98.1)                  |
| متوسط درجة الحرارة الكبرى °م (°ف) | 12.3 (54.1)                  | 12.6 (54.7)                  | 14.4 (57.9)                  | 16.9 (62.4)                  | 21.5 (70.7)                  | 25.3 (77.5)                  | 28.2 (82.8)                  | 28.5 (83.3)                  | 25.1 (77.2)                  | 21.1 (70.0)                  | 16.6 (61.9)                  | 13.4 (56.1)                  | 19.7 (67.4)                  |
| متوسط درجة الحرارة الصغرى °م (°ف) | 6.6 (43.9)                   | 6.8 (44.2)                   | 8.4 (47.1)                   | 11.0 (51.8)                  | 15.3 (59.5)                  | 18.9 (66.0)                  | 21.4 (70.5)                  | 21.6 (70.9)                  | 18.4 (65.1)                  | 14.9 (58.8)                  | 10.7 (51.3)                  | 7.8 (46.0)                   | 13.5 (56.3)                  |
| أدنى درجة حرارة °م (°ف)           | −3.6 (25.5)                  | −5.2 (22.6)                  | −4.0 (24.8)                  | 3.8 (38.8)                   | 5.2 (41.4)                   | 11.2 (52.2)                  | 14.1 (57.4)                  | 14.1 (57.4)                  | 8.5 (47.3)                   | 4.5 (40.1)                   | −1.0 (30.2)                  | −3.2 (26.2)                  | −5.2 (22.6)                  |
| الهطول مم (إنش)                   | 98.3 (3.87)                  | 97.9 (3.85)                  | 93.1 (3.67)                  | 91.4 (3.60)                  | 70.1 (2.76)                  | 44.0 (1.73)                  | 28.3 (1.11)                  | 72.5 (2.85)                  | 86.1 (3.39)                  | 120.1 (4.73)                 | 142.3 (5.60)                 | 119.8 (4.72)                 | 1٬063٫9 (41.88)              |
| متوسط أيام هطول الأمطار           | 11.2                         | 11.2                         | 11.2                         | 12.0                         | 9.4                          | 6.4                          | 4.7                          | 5.1                          | 7.2                          | 10.8                         | 12.4                         | 12.0                         | 113.6                        |
| ساعات سطوع الشمس الشهرية          | 127.1                        | 130.0                        | 167.4                        | 201.0                        | 263.5                        | 306.0                        | 353.4                        | 334.8                        | 261.0                        | 213.9                        | 117.0                        | 99.2                         | 2٬574٫3                      |
| [بحاجة لمصدر]                     |                              |                              |                              |                              |                              |                              |                              |                              |                              |                              |                              |                              |                              |

## السكان
| سنة  | السكان |
| ---- | ------ |
| 1880 | 15,666 |
| 1890 | 15,329 |
| 1900 | 17,384 |
| 1910 | 18,396 |
| 1921 | 16,719 |
| 1931 | 20,420 |
| 1948 | 21,778 |
| 1953 | 24,296 |
| 1961 | 27,793 |
| 1971 | 35,628 |
| 1981 | 46,025 |
| 1991 | 51,597 |
| 2001 | 43,770 |
| 2011 | 42,615 |

## التعليم
دوبروفنيك لديها عدد من المؤسسات التعليمية. وتشمل جامعة دوبروفنيك الدولية، وجامعة دوبروفنيك، وكلية بحري، وكلية السياحة، والمركز الجامعي للدراسات العليا من جامعة زغرب، الكلية الأمريكية للإدارة والتكنولوجيا، صالة رياضية الأبرشية الكلاسيكية في دوبروفنيك ومعهد التاريخ من الأكاديمية الكرواتية للعلوم والفنون.

## الرياضة
أشهر الرياضة شعبية في دوبروفنيك هي كرة الماء، وتعتبر نادي إبريق دوبروفنيك لكرة الماء، بطل كأس أمم أوروبا 3 مرات، وبطل كأس السوبر الأوروبي 1427 هـ / 2006 م، وكأس مواطني كرواتيا 10 مرات، وأيضا حصل على بطولات في عهد يوغسلافيا. وأيضا يوجد في المدينة نوادي للكرة القدم والكرة السلة والكرة الطائرة، ويوجد أيضا نادي الشطرنج دوبروفنيك، التي تأسست في عام 1351 هـ / 1933 م.

## المدن التوأم
- رافينا، إيطاليا (منذ عام 1386 هـ / 1967 م)
- فوكوفار، كرواتيا (منذ عام 1413 هـ / 1993 م)
- غراتس، النمسا (منذ عام 1414 هـ / 1994 م)
- هلسينغبورغ ، السويد (منذ عام 1416 هـ / 1996 م)
- راغوزا، إيطاليا (منذ عام 1420 هـ / 2000 م)
- بات هومبورغ، ألمانيا (منذ عام 1422 هـ / 2002 م)
- سراييفو، البوسنة والهرسك (منذ عام 1428 هـ / 2007 م)
- مونتيري، كاليفورنيا، الولايات المتحدة الأمريكية (منذ عام 1428 هـ / 2007 م)
- روي-مالميزون، فرنسا (منذ عام 1432 هـ / 2011 م)
- فانكوفر، واشنطن، الولايات المتحدة الأمريكية (منذ عام 1434 هـ / 2013 م)